# 嘔吐
嘔吐（おうと）とは、口から胃の内容物を吐き出す行為、または症状である。嘔吐により吐き出されたものを「吐瀉物（としゃぶつ）」、俗語では「ゲロ」や「反吐」（が出る）と呼ぶ。また舌の奥に指を入れたりして吐き気を催すことを「嘔吐反射」という。
一般に過度の飲酒（飲み過ぎ）や摂食（食べ過ぎ）、腐敗・変質した食品の摂取（食中毒）、食後や過度の運動による運動誘発性の吐き気、妊娠、急性放射線症候群、体調不良などの際にまず脳内の「嘔吐中枢」が刺激され、「吐き気（嘔気、悪心）」を催し、それに続いて嘔吐する。ただし、特に乳幼児や泥酔している場合など、吐き気が来ないままいきなり嘔吐する場合もある。
また、自動車や船舶などで長時間もしくは激しく揺れる環境下にあった場合、乗り物酔いが発生して嘔吐に至る場合がある。この他、高温になる閉所、きつすぎる衣服（特に着物）、帽子、ヘルメット、日本髪の鬘などの重量があったり蒸れたりする物を長時間着用した場合や、他者の嘔吐（いわゆる「もらいゲロ」）、吐瀉物や排泄物などを見たり聞いたり各種の悪臭を嗅いだり、不快な映像・音声を見たり聞いたりした場合にも、精神的なストレスから、吐き気・嘔吐を引き起こす場合が多い。嘔吐行為を強制的に停止させようとするとパニック状態に陥る場合がある。

## 診断

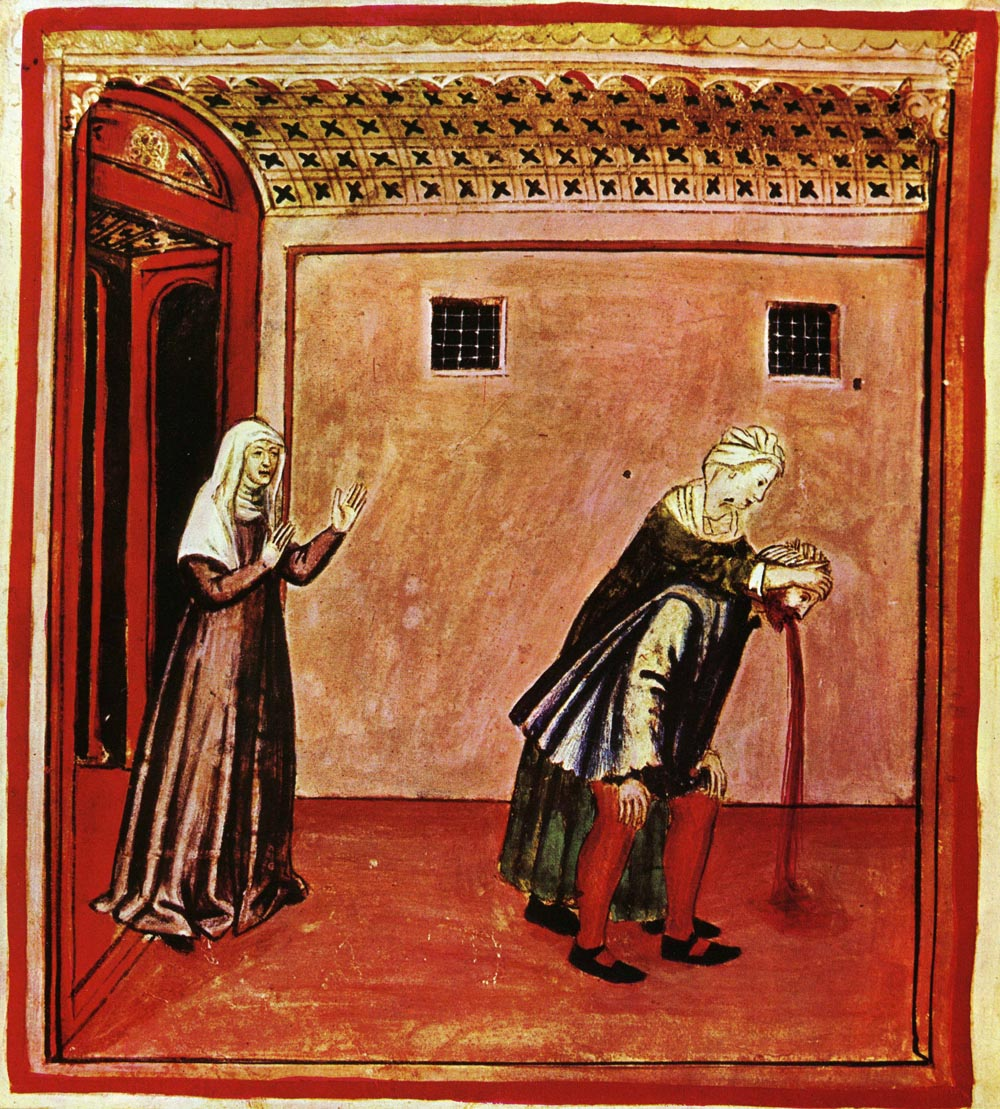
ラテン語で書かれた14世紀の健康指南書である『健康全書』の写本の1つより

診断の手掛かりとなる情報としては24時間以内に摂取した食物や旅行歴の他、腹痛、下痢、便秘といったその他の腹部症状、排ガス（屁など）や冷や汗の有無など重要である。排ガス、排便がなければ閉塞性の消化器疾患が疑われる。既往歴に腹部の手術歴や心疾患、糖尿病、産婦人科的な疾患歴などがある場合はそれが影響している可能性がある。周囲に同様の症状の人がいれば食中毒の可能性もあり、アルコール多飲歴はAKAの手掛かりとなる。内服薬も嘔吐の原因の手がかりになる。
バイタルサインでは意識障害、呼吸不全が認められる場合や、高血圧な割に徐脈というクッシング徴候が認められる場合は中枢性疾患を疑う。発熱が認められれば感染症、徐脈や不整脈が認められれば心血管疾患、呼吸不全が認められるときはDKAといった代謝性疾患も疑う。発熱、嘔吐を伴い消化管感染を特に疑う下痢の症状がない場合は髄膜炎も疑われる。髄膜炎を疑う不随意運動や皮質症状、高熱、髄膜刺激症状が認められる場合は頭部CT撮影後、腰椎穿刺を行う。特に細菌性髄膜炎は緊急疾患である。
経口摂取、経口薬の内服が不可能であり、脱水している場合があるため原則としては採血、点滴を行う。
検査では閉塞性疾患を考える場合はまずは腹部単純X線撮影をおこなう。排ガスや排便の停止が認められる場合は非常に重要な検査となる。重篤な疾患の見落としを避けるには頭部CTや心電図、尿検査を行う。血糖値が250mg/dlであればDKAを疑い、動脈血液ガスや尿中ケトン体を測定する。機能的な閉塞は腹部単純X線撮影が分かりやすい。これは必ず立位と臥位で撮影を行う。機械的な閉塞、大腸癌や絞扼性イレウスを疑う場合は造影CTを検討する。絞扼性イレウスの場合は腹水の貯留が認められることが知られ、単純CTでも見分けることができることもある。

### 鑑別診断
悪心、嘔吐は延髄にある嘔吐中枢によって制御されている。消化器、心臓、前庭、脳実質の障害によって嘔吐は誘発される。中枢神経系の障害による嘔吐は悪心を伴わないのが一つの特徴である。消化器の異常が最も多いがそれ以外の疾患も数多い。特に急性冠症候群が悪心、嘔吐のみしか認められないことがあり注意が必要である。診断学上は下痢といった下部消化器症状の有無が重要である。下部消化器症状が認められる場合は中毒（特に薬物ではジゴキシンやテオフィリンが有名）によるもの以外は消化器疾患である可能性が高い。特に見逃すと重篤な疾患としては脳内病変としては脳出血や髄膜炎があげられる。無痛性心筋梗塞は糖尿病患者や高齢者で多いとされている。糖尿病性ケトアシドーシス（DKA）、アルコール性ケトアシドーシス（AKA）、腎盂腎炎、妊娠、敗血症、絞扼性イレウス、急性胆嚢炎、急性膵炎などが重要である。これらの疾患は下痢といった下部消化器症状を伴わないことが多い。
悪心、嘔吐を起こす疾患としては具体的には以下のような疾患が考えられる。
| 分類               | 疾患                                                           |
| ------------------ | -------------------------------------------------------------- |
| 閉塞性消化器疾患   | イレウス、幽門狭窄、便秘                                       |
| 非閉塞性消化器疾患 | 急性胃炎、急性胃腸炎、急性膵炎、消化管穿孔、急性胆嚢炎         |
| 感染症             | 敗血症など                                                     |
| 眼科疾患           | 緑内障など                                                     |
| 耳鼻咽喉疾患       | 良性発作性頭位めまい症、乗り物酔いなど                         |
| 心血管疾患         | 急性冠症候群、急性大動脈解離など                               |
| 神経疾患           | 脳血管障害、髄膜炎、頭蓋内圧亢進症など                         |
| 代謝内分泌疾患     | 尿毒症、糖尿病性ケトアシドーシス、アルコール性ケトアシドーシス |
| 泌尿器疾患         | 腎炎                                                           |
| 産科疾患           | 妊娠性悪阻                                                     |
| 薬物               | ジゴキシン、テオフィリン、カルバマゼピン                       |
| 中毒               | きのこ中毒                                                     |
| アレルギー疾患     | 消化管アレルギーやアナフィラキシー                             |
| 精神疾患           | 拒食症、過食症など                                             |

### 早期の治療が必要な場合
- 前述した要因に当てはまらず、頭痛など他の部位の症状を伴う嘔吐の場合には、臓器や脳・神経系の損傷などといった、別の病因による副次的な症状である可能性があり、場合によっては生命の危険に関わる。このため早急な医師の診察が必要である。
- 一般的に嘔吐した場合、吐瀉物は胃酸を中心に胃の内容物である。胃炎や胃潰瘍などの病気により発生した場合には、それら以外に血液を含む場合がある。状態によって以下のような、それぞれ別の原因によるものである。

1. 茶褐色である（胃酸と反応するため）
吐瀉物中にこのような茶褐色の血液の塊がある場合は、消化器の潰瘍が疑われるため、早めの消化器内科への受診が勧められる。嘔吐によって初めて自覚されるが、普段はそのまま消化してしまっているため、自覚症状に乏しい。
2. 鮮血を吐く（赤い・量が多いなど）
吐血とよばれ、重大な消化器の損傷が疑われるため、嘔吐とは違いより救急的な医療を必要とする。消化器内科・外科を含む救急指定病院へ急ぐことが勧められる。
3. 咳き込んだ際にも血液が混じる
喀血とよばれ、嘔吐や吐血とは原因が異なり、呼吸器の損傷で咳や痰と共に血液が排出される。その一部が胃に入って、吐瀉物にも血が混じることもある（茶褐色）。感染症（伝染病）も疑われるため、早期の呼吸器内科への受診が勧められる。

## 吐き方・吐かせ方
嘔吐物が気管に入らないように頭を下に向けて吐かせる。吐くだけ吐いてすっきりさせる。気分が悪く吐きそうだが吐けないなどの場合は、指を舌の奥に入れるなどの嘔吐反射を用いる。特に臭気が不快感を催させるため、吐瀉物の処理はし尿など汚物全般に準じ、また嘔吐に際して着衣が汚れないよう注意を必要とする。吐いた後は十分に水分および塩分補給をすべきであるが、その際に冷たいものを飲ませるとそれが胃に刺激を与え、さらに吐いてしまう場合がある。そのため、体温程度に温めたスポーツドリンクなどを与えるのが望ましい。
意識を失っている場合や、意識がはっきりしない場合などは、嘔吐の後に窒息する危険性があるため、喉の奥や鼻腔の中に吐瀉物が詰まっていないか注意する必要がある。緊急的には指でかき出したり、後ろから抱きかかえて鳩尾（みぞおち）を斜め後ろ上方に押し込んだりするなど、喉の奥にモノが詰まった時同様の処置をする。乳幼児の場合などでは、逆さにして背を強く叩いたり、大人が口で幼児の鼻と口を覆って吸い出したりすることも行われる場合がある。
吐かせた、または吐いた後は、患者に回復体位を取らせるのが望ましい。回復体位を取らせるのが難しい場合は、嘔吐物により窒息しないために、身体を横に向けて寝かせる。特に意識が朦朧としている場合や意識を失っている場合、嘔吐物が気管に入り、窒息の危険がより高まるために仰向けに寝かせてはならない。
また、飲み込んだ物を強制的に吐かせるために催吐薬を用いる場合もある。

## 合併症
- 誤嚥 - 吐いたものが気道側に入る状態。誤嚥性肺炎や窒息を起こす。
- 脱水症、栄養失調
- マロリー・ワイス症候群 - 嘔吐による食道にびらんや裂傷が出来る状態。

## 治療
基本的には、心筋梗塞では経皮的冠動脈形成術（PCI）といった原因療法を行う。対症療法としては制吐薬、グリセオールといった脳圧降下薬、胃内容物の除去としてNGチューブの挿入などが行われる。制吐薬としては消化器疾患が疑われた場合はドパミン拮抗薬や抗コリン薬が用いられる。ドパミン拮抗薬としてはメトクロプラミド（プリンペラン®）、ドンペリドン（ナウゼリン®）などがよく用いられる。これは消化管蠕動運動を亢進させることで内容物が通過することにより、嘔気が軽減する。静注、筋注、坐薬、経口といった各種薬剤が市販されている。点滴静注では即効性がないことが知られている。心窩部の不快感ではなく腹痛が認められる時は蠕動の亢進で症状が悪化することがあり、注意が必要である。この場合は抗コリン薬であるブチルスコポラミン（ブスコパン®）が好まれる傾向がある。抗コリン薬は腸管蠕動を抑制することで悪心、嘔吐を軽減する作用がある。胆管や尿管にも同様に作用する。また内視鏡的に潰瘍、炎症所見が認められない機能性ディスペプシアの場合はセロトニン5-HT4受容体刺激薬であるモサプリド（ガスモチン®）がよく用いられる。
また制吐薬に分類されるドパミン拮抗薬はスルピリド（ドグマチール®）を除き中枢神経作用は殆どないとされているが稀に錐体外路症状が出現することがある。振戦（ふるえ）、無動、固縮といったパーキンソン症候群の形をとることが多く、この場合は抗コリン薬であるビペリデン（アキネトン®）などがよく用いられる。また胃潰瘍やGERDによる悪心、嘔吐に関してはH2ブロッカーやPPIが用いられる。その他、種種の原因で起こる悪心、嘔吐に対する制吐薬を以下に纏める。
| 疾患分類                   | 用いる制吐薬                  |
| -------------------------- | ----------------------------- |
| 片頭痛                     | 5-HT1B/1D受容体作動薬         |
| 前庭系･心因性              | 抗ヒスタミン薬+抗不安薬       |
| 機能性ディスペプシア       | 5-HT4受容体作動薬             |
| 便秘                       | 瀉下薬                        |
| 抗がん剤によるacute emesis | 5-HT3受容体拮抗薬やステロイド |

治療に反応しなかった場合は経口摂取不可能であることが多く、入院の適応となる。治療薬の変更よりも原因疾患の再検索重要となる場合が多い。特に異常がなく不定愁訴として嘔気・嘔吐が起きる場合、消化器機能改善剤であるメトクロプラミドやドンペリドン、ドパミン遮断効果・鎮静効能のある抗精神病薬のクロルプロマジンなどの投与を対症療法として使用される場合がある。

## 小児科領域の嘔吐
ヒトの新生児が生後48時間以内に1回程度嘔吐することはよく見られる現象である。たとえ正常な状態で産まれてきたとしても、生後48時間以内に1回の嘔吐をする新生児が過半数だと（6割から8割の新生児が1回は嘔吐するとも）いわれる。新生児の嘔吐の大半は一過性であり、多くとも数回程度で終わって嘔吐しなくなるので、治療も不要である。しかしながら、中には消化管が閉鎖しているなどの奇形、ミルクアレルギー、分娩時に脳に損傷が生じた場合などが原因である嘔吐も少数ながらあるために鑑別が重要で、原因精査が求められる。吐寫物の性状（水のようなのか、血液は混じっているか、乳汁のようなのか、など）を確認することが、鑑別の手がかりとなるため、どのような物を嘔吐したかを観察することが必要である。なお、成人では消化器の領域の感染症や潰瘍などによって起こる嘔吐が最も多いのだが、小児ではその他の疾患も鑑別に上がってくる。先天性腸閉鎖は腸回転異常でも起こるし、輪状膵でも起こりうる。これらの疾患ではその他の奇形の精査も重要となることがある。
| 発症時期          | 疾患                 | 吐物             | 画像所見                                |
| ----------------- | -------------------- | ---------------- | --------------------------------------- |
| 出生直後          | 先天性食道閉鎖症     | 泡沫様           | coil up sign                            |
| 出生数時間～1週間 | 先天性腸閉鎖症       | 胆汁性           | microcolon 多数のniveau                 |
| 出生数時間～1週間 | 鎖肛                 |                  | 直腸体温計が入らない、倒立位撮影        |
| 出生数時間～1週間 | ヒルシュスプルング病 |                  | megacolon caliber change narrow segment |
| 出生2,3週         | 肥厚性幽門狭窄症     | 噴水状嘔吐       | string sign umbrella sign showlder sign |
| 数ヶ月～2歳       | 腸重積               | 胆汁性、黄色吐物 | かにの爪、target sign                   |

## 吐瀉物の処理
床などに出された吐瀉物は半液状で、悪臭を放ち、ノロウイルスなど病原体を含む場合があるため、清掃に不快感や時に危険が伴う。酔客らが嘔吐することが多い鉄道駅では、水分を吸収して処理しやすいおがくずがストックされていることもある。東日本旅客鉄道グループのJR東日本環境アクセスは、紙製の吸水材や吐瀉物用の掃除機を開発している。

## 社会と文化
バス酔いなどする人は、あらかじめエチケット袋（液体を通さないビニール袋など）を持ったり、薬局などで売られている酔い止め薬を乗車前に飲んだりすると良い。長距離バスや観光バスなどでは、エチケット袋が用意されている場合が多い。
自白する事を俗語で「吐く」「ゲロする」と言う事がある。

## 派生語
小間物（こまもの）
吐瀉物のことを婉曲した語。吐瀉物は飲食した様々な種類の食物が混ざっていることから、小間物の扱う商品（日用品・化粧品はど）は種類が多く、色々な商品が交じっているため、それになぞらえた。また、小間物屋が商品を広げて見せながら、商売をしている姿に似ていることから、俗語として、飲食したものを吐き出す行為。反吐を吐くこと。また、吐瀉物そのものを指す。
「小間物屋（こまものや）を開く」
慣用句として用いられる。「小間物屋を広げる」、小間物店（こまものみせ）を広げる」ともいう。飲食したものを吐き出すこと。反吐を吐くこと。

## 人間以外の動物
- ウサギは胃の噴門と幽門が接近しているため、嘔吐することができない。
- カエルは胃袋ごと嘔吐する。その際、胃袋は裏返しになる。
- ネコもよく嘔吐する動物であり、その原因は毛玉だと思われているが、あまりに頻繁に続くようであれば獣医師に診せたほうが良い場合がある。
- ジャコウネズミ（スンクス）は、ウサギ、ネズミと違い薬物や揺らすことで吐くため、嘔吐反射の研究に用いられる。[3][4]